# 1953 en Norvège
Chronologie de la Norvège
- 1949
- 1950
- 1951
- 1952
- 1953
- 1954
- 1955
- 1956
- 1957

Cet article présente les faits marquants de l'année 1953 en Norvège ou relatifs à la Norvège.

## Gouvernance
- Haakon VII est roi de Norvège.
- Oscar Torp est le chef du gouvernement.

## Événements
- Les élections législatives norvégiennes de 1953 (Stortingsvalet 1953, en norvégien) se sont tenues le 12 octobre 1953, afin d'élire les cent cinquante députés du Storting pour un mandat de quatre ans. Bien qu'il soit en baisse, le Parti travailliste conserve la majorité absolue qu'il a obtenu aux élections d'après-guerre. Le Parti communiste fait son retour au Storting.

## Sport
- Les championnats du monde de tir à l'arc 1953 sont une compétition sportive de tir à l'arc organisés du 21 au 25 juillet 1953 à Oslo, en Norvège. Il s'agit de la seizième édition des championnats du monde de tir à l'arc.
- Le Deaflympics d'hiver de 1953, officiellement appelés les deuxièmes Deaflympics d'hiver, a lieu du 20 février 1953 au 24 février 1953 à Oslo, en Norvège. Les Jeux rassemblent 44 athlètes de six pays. Ils participent dans un seul sport et quatre disciplines qui regroupent un total de neuf épreuves officielles, soit quatre de plus qu'en 1949. En sont absents la Suisse, vainqueur du Deaflympics d'hiver de 1949 et la Tchécoslovaquie ; les nouveaux participants sont la Norvège, la Yougoslavie et l'Allemagne. L'équipe de Norvège a remporté le Deaflympics d'hiver de 1953.

## Naissances
- Naissance en Norvège en 1953

## Décès
- Décès en Norvège en 1953
- 22 octobre : Henriette Schønberg Erken, enseignante et écrivaine spécialisée dans les livres de cuisine.